# Arrondissement d'Arras
L'arrondissement d'Arras (aussi appelé Artois-Ternois) est une division administrative française, située dans le département du Pas-de-Calais et la région Hauts-de-France.

## Composition
Le redécoupage cantonal de 2014 en France est intervenu pour abaisser le nombre de cantons. Sa prise d'effet est la date des élections départementales françaises de 2015.

### Ancienne composition de l'arrondissement au1erjanvier 2007
Composition de l'arrondissement au 1er janvier 2007, date à laquelle les cantons d'Avion et de Rouvroy ont été rattachés à l'arrondissement de Lens et celui du Parcq à l'arrondissement de Montreuil (arrêté du préfet de région du 18 octobre 2006). Il détient le record du nombre de communes contenues dans un seul arrondissement, avec 397 communes groupées en 17 cantons (canton d'Arras-Nord - canton d'Arras-Ouest - canton d'Arras-Sud - canton d'Aubigny-en-Artois - canton d'Auxi-le-Château - canton d'Avesnes-le-Comte - canton de Bapaume - canton de Beaumetz-lès-Loges - canton de Bertincourt - canton de Croisilles - canton de Dainville - canton d'Heuchin - canton de Marquion - canton de Pas-en-Artois - canton de Saint-Pol-sur-Ternoise - Canton de Vimy - canton de Vitry-en-Artois) : 
- Canton d'Arras-Nord, qui groupe 4 communes :
  - Arras, Athies, Saint-Laurent-Blangy et Saint-Nicolas-lez-Arras

- Canton d'Arras-Ouest, qui regroupe une partie de la commune d'Arras

- Canton d'Arras-Sud, qui groupe 9 communes :
  - Achicourt, Agny, Arras, Beaurains, Fampoux, Feuchy, Neuville-Vitasse, Tilloy-lès-Mofflaines et Wailly

- Canton d'Aubigny-en-Artois, qui groupe 30 communes :
  - Agnières, Ambrines, Aubigny-en-Artois, Averdoingt, Bailleul-aux-Cornailles, Bajus, Berles-Monchel, Béthonsart, Camblain-l'Abbé, Cambligneul, Capelle-Fermont, Chelers, Frévillers, Frévin-Capelle, Gouy-en-Ternois, Hermaville, Izel-les-Hameaux, La Comté, La Thieuloye, Magnicourt-en-Comte, Maizières, Mingoval, Monchy-Breton, Penin, Savy-Berlette, Tilloy-lès-Hermaville, Tincques, Villers-Brulin, Villers-Châtel et Villers-Sir-Simon

- Canton d'Auxi-le-Château, qui groupe 26 communes :
  - Aubrometz, Auxi-le-Château, Beauvoir-Wavans, Boffles, Bonnières, Boubers-sur-Canche, Bouret-sur-Canche, Buire-au-Bois, Canteleux, Conchy-sur-Canche, Fontaine-l'Étalon, Fortel-en-Artois, Frévent, Gennes-Ivergny, Haravesnes, Le Ponchel, Ligny-sur-Canche, Monchel-sur-Canche, Nœux-lès-Auxi, Quœux-Haut-Maînil, Rougefay, Tollent, Vacquerie-le-Boucq, Vaulx, Villers-l'Hôpital et Willencourt

- Canton d'Avesnes-le-Comte, qui groupe 31 communes :
  - Avesnes-le-Comte, Barly, Bavincourt, Beaudricourt, Beaufort-Blavincourt, Berlencourt-le-Cauroy, Canettemont, Coullemont, Couturelle, Denier, Estrée-Wamin, Givenchy-le-Noble, Grand-Rullecourt, Hauteville, Houvin-Houvigneul, Ivergny, Lattre-Saint-Quentin, Le Souich, Liencourt, Lignereuil, Magnicourt-sur-Canche, Manin, Noyelle-Vion, Noyellette, Rebreuve-sur-Canche, Rebreuviette, Sars-le-Bois, Saulty, Sombrin, Sus-Saint-Léger et Warluzel

- Canton de Bapaume, qui groupe 22 communes :
  - Achiet-le-Grand, Achiet-le-Petit, Avesnes-lès-Bapaume, Bancourt, Bapaume, Beaulencourt, Béhagnies, Beugnâtre, Biefvillers-lès-Bapaume, Bihucourt, Favreuil, Frémicourt, Grévillers, Le Sars, Le Transloy, Ligny-Thilloy, Martinpuich, Morval, Riencourt-lès-Bapaume, Sapignies, Villers-au-Flos et Warlencourt-Eaucourt

- Canton de Beaumetz-lès-Loges, qui groupe 29 communes :
  - Adinfer, Agnez-lès-Duisans, Bailleulmont, Bailleulval, Basseux, Beaumetz-lès-Loges, Berles-au-Bois, Berneville, Blairville, Boiry-Saint-Martin, Boiry-Sainte-Rictrude, Ficheux, Fosseux, Gouves, Gouy-en-Artois, Habarcq, Haute-Avesnes, Hendecourt-lès-Ransart, La Cauchie, La Herlière, Mercatel, Monchiet, Monchy-au-Bois, Montenescourt, Ransart, Rivière, Simencourt, Wanquetin et Warlus

- Canton de Bertincourt, qui groupe 18 communes :
  - Barastre, Beaumetz-lès-Cambrai, Bertincourt, Beugny, Bus, Haplincourt, Havrincourt, Hermies, Lebucquière, Léchelle, Metz-en-Couture, Morchies, Neuville-Bourjonval, Rocquigny, Ruyaulcourt, Trescault, Vélu et Ytres

- Canton de Croisilles, qui groupe 27 communes :
  - Ablainzevelle, Ayette, Boiry-Becquerelle, Boisleux-au-Mont, Boisleux-Saint-Marc, Boyelles, Bucquoy, Bullecourt, Chérisy, Courcelles-le-Comte, Croisilles, Douchy-lès-Ayette, Écoust-Saint-Mein, Ervillers, Fontaine-lès-Croisilles, Gomiécourt, Guémappe, Hamelincourt, Hénin-sur-Cojeul, Héninel, Mory, Moyenneville, Noreuil, Saint-Léger, Saint-Martin-sur-Cojeul, Vaulx-Vraucourt et Wancourt

- Canton de Dainville, qui groupe 10 communes :
  - Acq, Anzin-Saint-Aubin, Dainville, Duisans, Écurie, Étrun, Marœuil, Mont-Saint-Éloi, Roclincourt et Sainte-Catherine-lès-Arras

- Canton d'Heuchin, qui groupe 32 communes :
  - Anvin, Aumerval, Bailleul-lès-Pernes, Bergueneuse, Bours, Boyaval, Conteville-en-Ternois, Eps, Équirre, Érin, Fiefs, Fleury, Floringhem, Fontaine-lès-Boulans, Fontaine-lès-Hermans, Hestrus, Heuchin, Huclier, Lisbourg, Marest, Monchy-Cayeux, Nédon, Nédonchel, Pernes, Prédefin, Pressy, Sachin, Sains-lès-Pernes, Tangry, Teneur, Tilly-Capelle et Valhuon

- Canton de Marquion, qui groupe 17 communes :
  - Baralle, Bourlon, Buissy, Écourt-Saint-Quentin, Épinoy, Graincourt-lès-Havrincourt, Inchy-en-Artois, Lagnicourt-Marcel, Marquion, Oisy-le-Verger, Palluel, Pronville, Quéant, Rumaucourt, Sains-lès-Marquion, Sauchy-Cauchy et Sauchy-Lestrée

- Canton de Pas-en-Artois, qui groupe 25 communes :
  - Amplier, Bienvillers-au-Bois, Couin, Famechon, Foncquevillers, Gaudiempre, Gommecourt, Grincourt-lès-Pas, Halloy, Hannescamps, Hébuterne, Hénu, Humbercamps, Mondicourt, Orville, Pas-en-Artois, Pommera, Pommier, Puisieux, Sailly-au-Bois, Saint-Amand, Sarton, Souastre, Thièvres et Warlincourt-lès-Pas

- Canton de Saint-Pol-sur-Ternoise, qui groupe 42 communes :
  - Beauvois, Bermicourt, Blangerval-Blangermont, Brias, Buneville, Croisette, Croix-en-Ternois, Diéval, Écoivres, Flers, Foufflin-Ricametz, Framecourt, Gauchin-Verloingt, Guinecourt, Hautecloque, Héricourt, Herlin-le-Sec, Herlincourt, Hernicourt, Humerœuille, Humières, Ligny-Saint-Flochel, Linzeux, Maisnil, Marquay, Moncheaux-lès-Frévent, Monts-en-Ternois, Neuville-au-Cornet, Nuncq-Hautecôte, Œuf-en-Ternois, Ostreville, Pierremont, Ramecourt, Roëllecourt, Saint-Michel-sur-Ternoise, Saint-Pol-sur-Ternoise, Séricourt, Sibiville, Siracourt, Ternas, Troisvaux et Wavrans-sur-Ternoise

- Canton de Vimy, qui groupe 20 communes :
  - Ablain-Saint-Nazaire, Acheville, Arleux-en-Gohelle, Bailleul-Sir-Berthoult, Bois-Bernard, Carency, Farbus, Fresnoy-en-Gohelle, Gavrelle, Givenchy-en-Gohelle, Izel-lès-Équerchin, Neuville-Saint-Vaast, Neuvireuil, Oppy, Quiéry-la-Motte, Souchez, Thélus, Villers-au-Bois, Vimy et Willerval

- Canton de Vitry-en-Artois, qui groupe 28 communes :
  - Bellonne, Biache-Saint-Vaast, Boiry-Notre-Dame, Brebières, Cagnicourt, Corbehem, Dury, Étaing, Éterpigny, Fresnes-lès-Montauban, Gouy-sous-Bellonne, Hamblain-les-Prés, Haucourt, Hendecourt-lès-Cagnicourt, Monchy-le-Preux, Noyelles-sous-Bellonne, Pelves, Plouvain, Récourt, Rémy, Riencourt-lès-Cagnicourt, Rœux, Sailly-en-Ostrevent, Saudemont, Tortequesne, Villers-lès-Cagnicourt, Vis-en-Artois et Vitry-en-Artois

### Découpage communal depuis 2015
Depuis 2015, le nombre de communes des arrondissements varie chaque année soit du fait du redécoupage cantonal de 2014 qui a conduit à l'ajustement de périmètres de certains arrondissements, soit à la suite de la création de communes nouvelles. Le nombre de communes de l'arrondissement d'Arras est ainsi de 369 en 2015, 369 en 2016, 358 en 2017 et 357 en 2019.
Au 1er janvier 2024, l'arrondissement groupe les 357 communes suivantes :
1. Ablainzevelle
2. Achicourt
3. Achiet-le-Grand
4. Achiet-le-Petit
5. Acq
6. Adinfer
7. Agnez-lès-Duisans
8. Agnières
9. Agny
10. Ambrines
11. Amplier
12. Anvin
13. Anzin-Saint-Aubin
14. Arleux-en-Gohelle
15. Arras
16. Athies
17. Aubigny-en-Artois
18. Aubrometz
19. Aumerval
20. Auxi-le-Château
21. Averdoingt
22. Avesnes-le-Comte
23. Avesnes-lès-Bapaume
24. Ayette
25. Bailleul-aux-Cornailles
26. Bailleul-lès-Pernes
27. Bailleulmont
28. Bailleul-Sir-Berthoult
29. Bailleulval
30. Bancourt
31. Bapaume
32. Baralle
33. Barastre
34. Barly
35. Basseux
36. Bavincourt
37. Beaudricourt
38. Beaufort-Blavincourt
39. Beaulencourt
40. Beaumetz-lès-Cambrai
41. Beaumetz-lès-Loges
42. Beaurains
43. Beauvoir-Wavans
44. Beauvois
45. Béhagnies
46. Bellonne
47. Bergueneuse
48. Berlencourt-le-Cauroy
49. Berles-au-Bois
50. Berles-Monchel
51. Bermicourt
52. Berneville
53. Bertincourt
54. Béthonsart
55. Beugnâtre
56. Beugny
57. Biache-Saint-Vaast
58. Biefvillers-lès-Bapaume
59. Bienvillers-au-Bois
60. Bihucourt
61. Blairville
62. Blangerval-Blangermont
63. Boffles
64. Boiry-Becquerelle
65. Boiry-Notre-Dame
66. Boiry-Saint-Martin
67. Boiry-Sainte-Rictrude
68. Boisleux-au-Mont
69. Boisleux-Saint-Marc
70. Bonnières
71. Boubers-sur-Canche
72. Bouret-sur-Canche
73. Bourlon
74. Bours
75. Boyaval
76. Boyelles
77. Brebières
78. Brias
79. Bucquoy
80. Buire-au-Bois
81. Buissy
82. Bullecourt
83. Buneville
84. Bus
85. Cagnicourt
86. Camblain-l'Abbé
87. Cambligneul
88. Canettemont
89. Capelle-Fermont
90. La Cauchie
91. Chelers
92. Chérisy
93. Conchy-sur-Canche
94. Conteville-en-Ternois
95. Corbehem
96. Couin
97. Coullemont
98. Courcelles-le-Comte
99. Couturelle
100. Croisette
101. Croisilles
102. Croix-en-Ternois
103. Dainville
104. Denier
105. Douchy-lès-Ayette
106. Duisans
107. Dury
108. Écoivres
109. Écourt-Saint-Quentin
110. Écoust-Saint-Mein
111. Écurie
112. Épinoy
113. Eps
114. Équirre
115. Érin
116. Ervillers
117. Estrée-Wamin
118. Étaing
119. Éterpigny
120. Étrun
121. Famechon
122. Fampoux
123. Farbus
124. Favreuil
125. Feuchy
126. Ficheux
127. Fiefs
128. Flers
129. Fleury
130. Floringhem
131. Foncquevillers
132. Fontaine-lès-Boulans
133. Fontaine-lès-Croisilles
134. Fontaine-lès-Hermans
135. Fontaine-l'Étalon
136. Fortel-en-Artois
137. Fosseux
138. Foufflin-Ricametz
139. Framecourt
140. Frémicourt
141. Fresnes-lès-Montauban
142. Fresnoy-en-Gohelle
143. Frévent
144. Frévillers
145. Frévin-Capelle
146. Gauchin-Verloingt
147. Gaudiempré
148. Gavrelle
149. Gennes-Ivergny
150. Givenchy-le-Noble
151. Gomiécourt
152. Gommecourt
153. Gouves
154. Gouy-en-Artois
155. Gouy-en-Ternois
156. Gouy-sous-Bellonne
157. Graincourt-lès-Havrincourt
158. Grand-Rullecourt
159. Grévillers
160. Grincourt-lès-Pas
161. Guémappe
162. Guinecourt
163. Habarcq
164. Halloy
165. Hamblain-les-Prés
166. Hamelincourt
167. Hannescamps
168. Haplincourt
169. Haravesnes
170. Haucourt
171. Haute-Avesnes
172. Hautecloque
173. Hauteville
174. Havrincourt
175. Hébuterne
176. Hendecourt-lès-Cagnicourt
177. Hendecourt-lès-Ransart
178. Héninel
179. Hénin-sur-Cojeul
180. Hénu
181. Héricourt
182. La Herlière
183. Herlincourt
184. Herlin-le-Sec
185. Hermaville
186. Hermies
187. Hernicourt
188. Hestrus
189. Heuchin
190. Houvin-Houvigneul
191. Huclier
192. Humbercamps
193. Humerœuille
194. Humières
195. Inchy-en-Artois
196. Ivergny
197. Izel-lès-Équerchin
198. Izel-lès-Hameau
199. Lagnicourt-Marcel
200. Lattre-Saint-Quentin
201. Lebucquière
202. Léchelle
203. Liencourt
204. Lignereuil
205. Ligny-Saint-Flochel
206. Ligny-sur-Canche
207. Ligny-Thilloy
208. Linzeux
209. Lisbourg
210. Magnicourt-en-Comte
211. Magnicourt-sur-Canche
212. Maisnil
213. Maizières
214. Manin
215. Marest
216. Marœuil
217. Marquay
218. Marquion
219. Martinpuich
220. Mercatel
221. Metz-en-Couture
222. Mingoval
223. Moncheaux-lès-Frévent
224. Monchel-sur-Canche
225. Monchiet
226. Monchy-au-Bois
227. Monchy-Breton
228. Monchy-Cayeux
229. Monchy-le-Preux
230. Mondicourt
231. Montenescourt
232. Mont-Saint-Éloi
233. Monts-en-Ternois
234. Morchies
235. Morval
236. Mory
237. Moyenneville
238. Nédon
239. Nédonchel
240. Neuville-au-Cornet
241. Neuville-Bourjonval
242. Neuville-Saint-Vaast
243. Neuville-Vitasse
244. Neuvireuil
245. Nœux-lès-Auxi
246. Noreuil
247. Noyelles-sous-Bellonne
248. Noyellette
249. Noyelle-Vion
250. Nuncq-Hautecôte
251. Œuf-en-Ternois
252. Oisy-le-Verger
253. Oppy
254. Orville
255. Ostreville
256. Palluel
257. Pas-en-Artois
258. Pelves
259. Penin
260. Pernes
261. Pierremont
262. Plouvain
263. Pommera
264. Pommier
265. Le Ponchel
266. Prédefin
267. Pressy
268. Pronville-en-Artois
269. Puisieux
270. Quéant
271. Quiéry-la-Motte
272. Quœux-Haut-Maînil
273. Ramecourt
274. Ransart
275. Rebreuve-sur-Canche
276. Rebreuviette
277. Récourt
278. Rémy
279. Riencourt-lès-Bapaume
280. Riencourt-lès-Cagnicourt
281. Rivière
282. Roclincourt
283. Rocquigny
284. Roëllecourt
285. Rœux
286. Rougefay
287. Rumaucourt
288. Ruyaulcourt
289. Sachin
290. Sailly-au-Bois
291. Sailly-en-Ostrevent
292. Sains-lès-Marquion
293. Sains-lès-Pernes
294. Saint-Amand
295. Sainte-Catherine
296. Saint-Laurent-Blangy
297. Saint-Léger
298. Saint-Martin-sur-Cojeul
299. Saint-Michel-sur-Ternoise
300. Saint-Nicolas
301. Saint-Pol-sur-Ternoise
302. Sapignies
303. Le Sars
304. Sars-le-Bois
305. Sarton
306. Sauchy-Cauchy
307. Sauchy-Lestrée
308. Saudemont
309. Saulty
310. Savy-Berlette
311. Séricourt
312. Sibiville
313. Simencourt
314. Siracourt
315. Sombrin
316. Souastre
317. Le Souich
318. Sus-Saint-Léger
319. Tangry
320. Teneur
321. Ternas
322. Thélus
323. La Thieuloye
324. Thièvres
325. Tilloy-lès-Hermaville
326. Tilloy-lès-Mofflaines
327. Tilly-Capelle
328. Tincques
329. Tollent
330. Tortequesne
331. Le Transloy
332. Trescault
333. Troisvaux
334. Vacquerie-le-Boucq
335. Valhuon
336. Vaulx
337. Vaulx-Vraucourt
338. Vélu
339. Villers-au-Flos
340. Villers-Brûlin
341. Villers-Châtel
342. Villers-lès-Cagnicourt
343. Villers-l'Hôpital
344. Villers-Sir-Simon
345. Vis-en-Artois
346. Vitry-en-Artois
347. Wailly
348. Wancourt
349. Wanquetin
350. Warlencourt-Eaucourt
351. Warlincourt-lès-Pas
352. Warlus
353. Warluzel
354. Wavrans-sur-Ternoise
355. Willencourt
356. Willerval
357. Ytres

## Histoire
Le territoire étendu de cet arrondissement correspond à peu près aux anciennes terres du .

## Administration

### Sous-préfets
| Période    | Période  | Identité                         | Fonction précédente                              | Observation                                              |
| ---------- | -------- | -------------------------------- | ------------------------------------------------ | -------------------------------------------------------- |
| 1814       | 1815     | Louis-Onulphe Leroux du Châtelet |                                                  | sous-préfet pendant la Première Restauration (1814-1815) |
| 9 mai 2023 | En cours | Christophe Marx                  | secrétaire général de la préfecture du Finistère |                                                          |

## Démographie
En 2022, l'arrondissement comptait 249 836 habitants.
| 1968    | 1975    | 1982    | 1990    | 1999    | 2006    | 2011    | 2016    | 2021    |
| ------- | ------- | ------- | ------- | ------- | ------- | ------- | ------- | ------- |
| 229 059 | 237 375 | 241 503 | 248 223 | 251 082 | 256 633 | 261 813 | 248 929 | 249 961 |

| 2022    | - | - | - | - | - | - | - | - |
| ------- | - | - | - | - | - | - | - | - |
| 249 836 | - | - | - | - | - | - | - | - |

### Pyramide des âges
Comparaison des pyramides des âges de l'arrondissement et du département du Pas-de-Calais en 2006 :
| Hommes | Classe d’âge   | Femmes |
| ------ | -------------- | ------ |
| 0,3    | 90 ans et plus | 0,9    |
| 5,5    | 75 à 89 ans    | 8,9    |
| 11,2   | 60 à 74 ans    | 12,9   |
| 21,5   | 45 à 59 ans    | 20,7   |
| 21,9   | 30 à 44 ans    | 20,2   |
| 19,8   | 15 à 29 ans    | 18,4   |
| 19,8   | 0 à 14 ans     | 18     |

| Hommes | Classe d’âge   | Femmes |
| ------ | -------------- | ------ |
| 0,2    | 90 ans et plus | 0,9    |
| 5      | 75 à 89 ans    | 8,9    |
| 10,9   | 60 à 74 ans    | 12,8   |
| 20,9   | 45 à 59 ans    | 20     |
| 21,2   | 30 à 44 ans    | 19,8   |
| 20,6   | 15 à 29 ans    | 18,7   |
| 21,3   | 0 à 14 ans     | 18,9   |